# 讃美歌 (Plastic Treeの曲)
「讃美歌」（さんびか）は、日本のバンドPlastic Treeの18枚目のシングルである。2005年5月11日発売。発売元はJ-ROCK。

## 概要
- インディーズレーベル「J-ROCK」移籍第1弾。
- CD-EXTRA仕様。
- 初回盤はピクチャーレーベル（全5種）仕様。

## 収録曲
1. 讃美歌
作詞・作曲：有村竜太朗、編曲：Plastic Tree
2020年に映画『青の生徒会 参る! season1 花咲く男子たちのかげに』のエンディングテーマに使用された[1]。
2. 光合成
作詞：長谷川正、作曲：ナカヤマアキラ、編曲：Plastic Tree

## 収録アルバム
オリジナル
- 『シャンデリア』（#1）

ベスト
- 『B面画報』（#2）
- 『ゲシュタルト崩壊』（#1）
- 『ALL TIME THE BEST』（#1）